# ビッグ・シティ・ナイツ
「ビッグ・シティ・ナイツ」 (Big City Nights) は、ドイツのヘヴィメタルバンド、スコーピオンズによる楽曲である。1984年のアルバム『禁断の刺青』の6番目の曲として発表された。スコーピオンズの多くの曲と同様に、『ビッグ・シティ・ナイツ』もメンバーのルドルフ・シェンカーとクラウス・マイネによってつくられている。また、1984年には、このアルバムからの3番目のシングルとしてリリースされた（B面は『バッド・ボーイズ・ランニング・ワイルド』）。ギターソロは、ルドルフ・シェンカーによって演奏される。

## 他のバージョン
この曲のオーケストラバージョンが、2000年のアルバム『栄光の蠍団〜モーメント・オブ・グローリー』で収録され、ヴォーカルはジェネシスのレイ・ウイルソンと共にとっている。
また、2011年には『カムブラック』の日本盤で再収録されている。

## カバー
Fozzyが、アルバム『Happenstance』でカバーしている。